# (8764) Gallinago
(8764) Gallinago ist ein Asteroid des inneren Hauptgürtels, der am 29. September 1973 von dem niederländischen Astronomenehepaar Cornelis Johannes van Houten und Ingrid van Houten-Groeneveld entdeckt wurde. Die Entdeckung geschah im Rahmen der 2. Trojaner-Durchmusterung, bei der von Tom Gehrels mit dem 120-cm-Oschin-Schmidt-Teleskop des Palomar-Observatoriums aufgenommene Feldplatten an der Universität Leiden durchmustert wurden, 13 Jahre nach Beginn des Palomar-Leiden-Surveys.
Der Asteroid gehört zur Polana-Familie (benannt nach (142) Polana), einer Untergruppe der Nysa-Gruppe (benannt nach (44) Nysa). Die Nysa-Gruppe wird auch Hertha-Familie genannt (nach (135) Hertha). Gemeinsam ist allen Mitgliedern der genannten Familien und Gruppen, dass die Umlaufbahnen um die Sonne in 2:1-Resonanz mit derjenigen des Planeten Mars stehen, deshalb auch über einen längeren Zeitraum stabil sind. Die zeitlosen (nichtoskulierenden) Bahnelemente von (8764) Gallinago sind fast identisch mit denjenigen des kleineren, wenn man von der Absoluten Helligkeit von 17,1 gegenüber 15,3 ausgeht, Asteroiden (346363) 2008 ST2.
(8764) Gallinago ist nach der Bekassine benannt, einem Schnepfenvogel, deren wissenschaftlicher Name Gallinago gallinago lautet. Zum Zeitpunkt der Benennung des Asteroiden am 2. Februar 1999 befand sich die Bekassine auf der niederländischen Roten Liste gefährdeter Arten.